# Kaštil u Podgori
Kaštil, kula na obali u mjestu Podgori, zaštićeno kulturno dobro.

## Opis dobra
Vrijeme nastanka: 17. — 18. stoljeće. Kula je izgrađena na obali, neposredno uz hotel Primordija, na mjestu na kojem se teren strmo spuštao prema žalu. Kula je pravokutnog tlocrta, sa svođenim prizemljem nad kojim se dizao djelomično sačuvani prvi kat dok krov nije sačuvan. Ulaz manjih dimenzija uokviren masivnim monolitnim kamenjem smješten je na južnom, morskom pročelju, kao i manji prozor koji je mogao služiti kao puškarnica. Puškarnice su se nalazile na zapadnom pročelju, a zidovi unutrašnjosti perforirani su nizom manjih niša. Kula nema stilskih odlika, a tipološki pripada fortifikacijskim građevinama nastalim u doba Kandijskog rata za potrebe obrane pučanstva od turskih napada.

## Zaštita
Pod oznakom Z-4789 zavedena je kao nepokretno kulturno dobro - pojedinačno, pravna statusa zaštićena kulturnog dobra, klasificirano kao "vojne i obrambene građevine".